# Anjou-villages-brissac
L’anjou-villages-brissac est un vin rouge produit sur dix communes autour du château de Brissac, entre la Loire et le Layon. C'est une dénomination géographique au sein de l'appellation d'origine contrôlée anjou villages, faisant partie du vignoble de la vallée de la Loire.

## Histoire

### Période contemporaine
L'AOC anjou-villages brissac a originellement été reconnue par le décret du 17 février 1998. Celui-ci a été abrogé par celui du 12 octobre 2009. Le cahier des charges de l'appellation anjou-villages brissac est maintenant une annexe de ce dernier décret.

## Étymologie
Les vins anjou-villages brissac tirent leur nom de la ville de Brissac-Quincé dans le département de Maine-et-Loire.

## Situation géographique

### Géologie et orographie

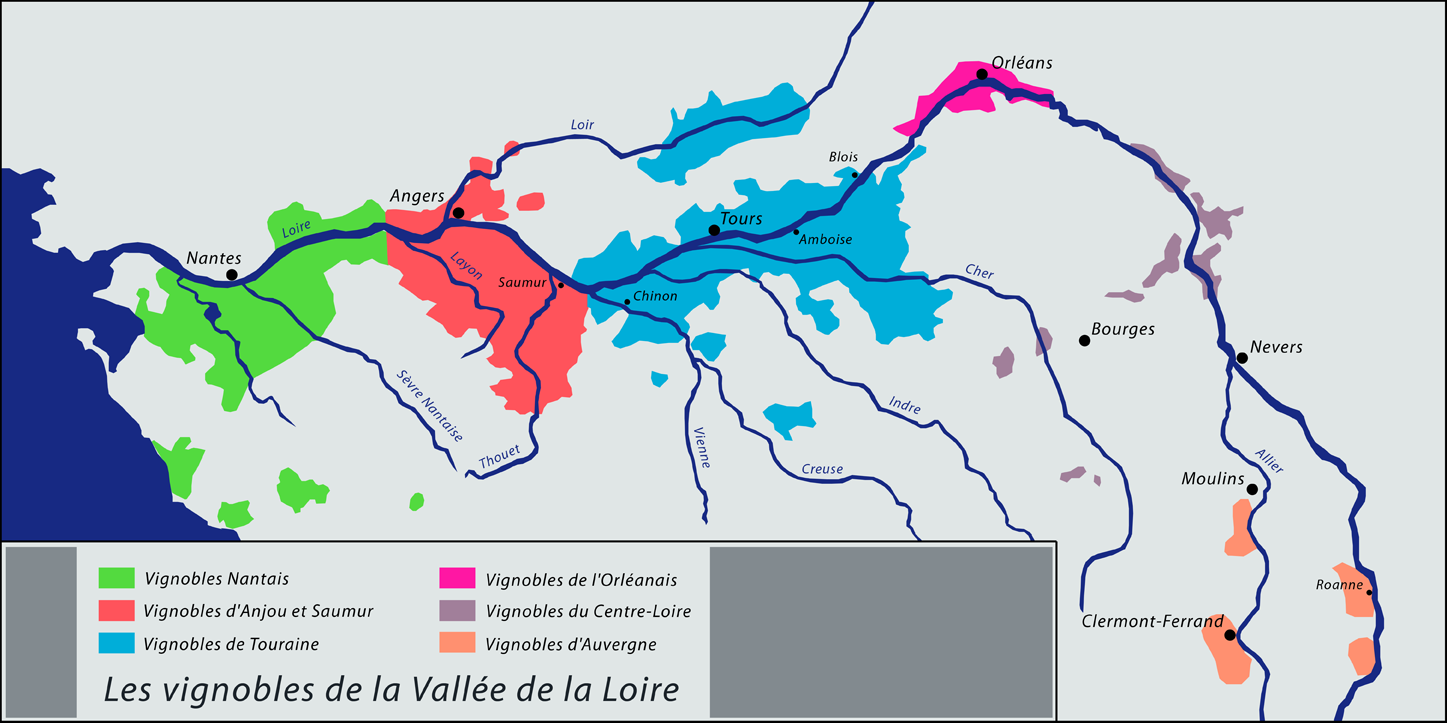
vignobles de la vallée de la Loire

Les parcelles classées dans l'aire d'appellation Anjou-Village Brissac doivent notamment présenter une faible profondeur de sol. Ce facteur explique la précocité de la maturation des baies de raisin. Cette maturité avancée (proche de la maturité phénolique) lors de la récolte serait un des facteurs expliquant la typicité des vins de l'appellation : lien terroir/typicité des vins.
Le sous-sol peut être composé de roche métamorphiques et cristallines (schistes, grès…) ou de marne calcaire du Crétacé (marnes à huitres). Cette opposition des sols illustre la position géologique et géographique de l'appellation : à cheval sur la frontière entre le Massif Armoricain et le Bassin Parisien. Le paysage de part et d'autre de la route Angers-Poitiers est le résultat de cette situation, plus accidenté à l'ouest (roches métamorphiques), faisant de cette appellation un témoin vivant de l'histoire géologique.
La partie de la zone d'appellation Anjou-Village Brissac située sur les roches cristallines et/ou métamorphiques est commune à l'aire d'appellation Coteaux de l'Aubance, la différence venant de l'encépagement : chenin exclusif pour les coteaux de l'Aubance.

### Climatologie
La région est située en zone tempérée, sous influence océanique. Ce climat se caractérise par des hivers doux et pluvieux, ainsi que par une faible amplitude thermique.
Pour la ville d'Angers, les relevés climatiques moyens sont :
| Mois                              | jan. | fév. | mars | avril | mai  | juin | jui. | août | sep. | oct. | nov. | déc. | année |
| --------------------------------- | ---- | ---- | ---- | ----- | ---- | ---- | ---- | ---- | ---- | ---- | ---- | ---- | ----- |
| Température minimale moyenne (°C) | 2,1  | 2,2  | 3,9  | 5,6   | 8,9  | 11,8 | 13,6 | 13,4 | 11,3 | 8,4  | 4,6  | 2,8  | 7,4   |
| Température maximale moyenne (°C) | 7,9  | 9,2  | 12,6 | 15,3  | 19   | 22,6 | 24,9 | 24,7 | 21,8 | 17   | 11,4 | 8,4  | 16,2  |
| Ensoleillement (h)                | 70   | 92   | 141  | 179   | 201  | 234  | 248  | 237  | 191  | 129  | 89   | 65   | 1 877 |
| Précipitations (mm)               | 62,1 | 50,8 | 51,7 | 44,6  | 54,4 | 41,2 | 43,8 | 44,9 | 52,2 | 59,6 | 64,5 | 63,4 | 633,4 |

## Vignoble

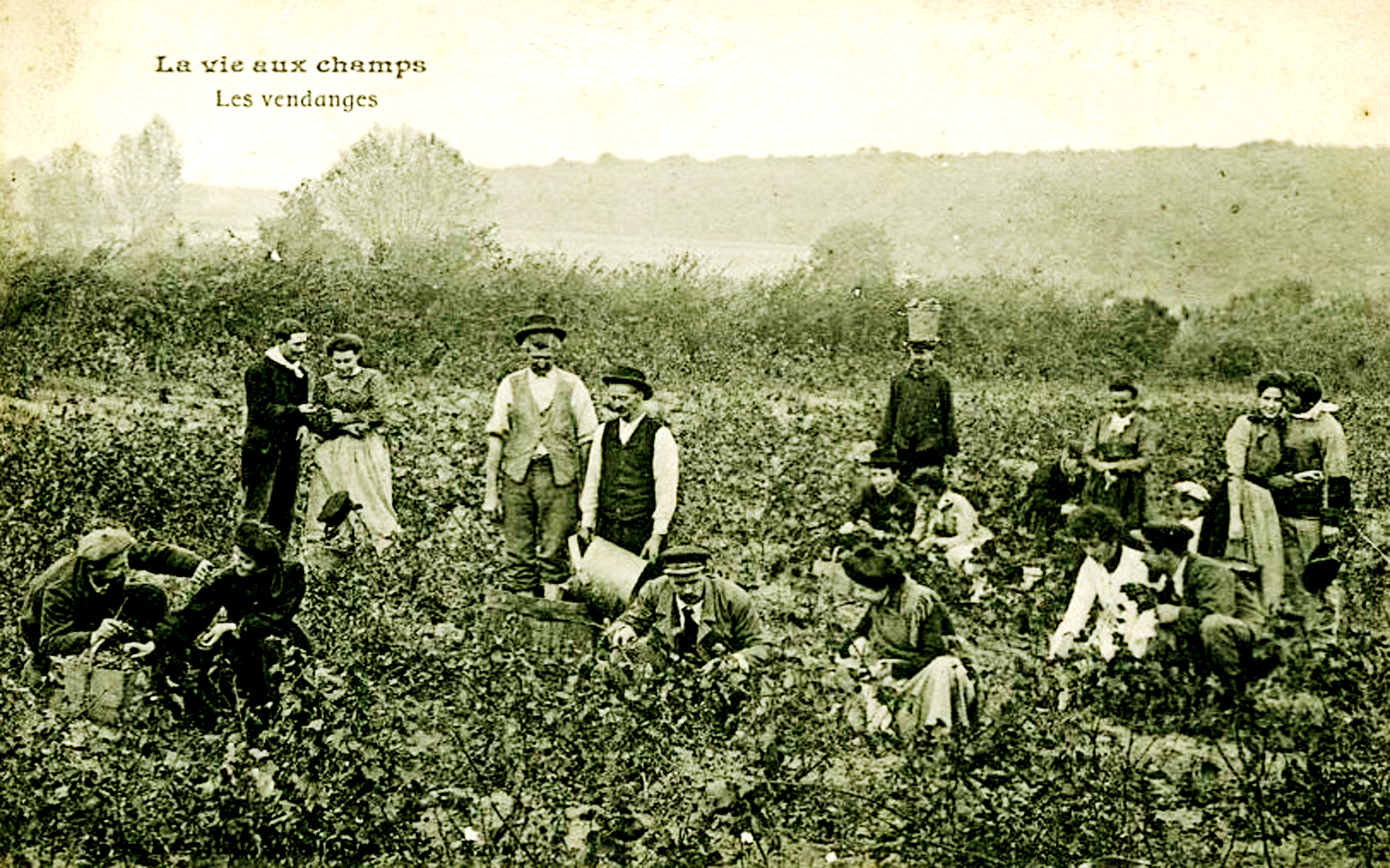
Les vendanges à Brissac

### Présentation
Ce vignoble en AOC comprend 104 hectares, exploité exclusivement en vin rouge. Situé sur les communes de Brissac-Quincé, Dénée, Juigné-sur-Loire, Mozé-sur-Louet, Mûrs-Erigné, Saint-Jean-des-Mauvrets, Saint-Melaine-sur-Aubance, Saint-Saturnin-sur-Loire, Soulaines-sur-Aubance et Vauchrétien dans le département de Maine-et-Loire.
Les noms des vins AOC anjou-villages brissac peuvent également être suivi de l'indication géographique Val de Loire.

### Encépagement
Les vins anjou-villages-brissac sont exclusivement issus des cépages cabernet franc et cabernet-sauvignon.
Ils sont les seuls en Val de Loire à pouvoir être issus à 100 % de Cabernet-Sauvignon.

### Méthodes culturales
Les vignes présentent une densité minimale de 4 000 pieds à l'hectare. Elles ne peuvent présenter un écartement entre rangs supérieur à 2,50 et un écartement entre pieds sur un même rang inférieur à 1 mètre.

### Rendements
Le rendement est fixé à 50 hectolitres à l'hectare.

### Titres alcoométriques volumique minimal et maximal
Le titre alcoolométrique volumique (anciennement appelé degré du vin) doivent être compris entre 11 % et 12,5 % pour que les vins de cette appellation soient commercialisables.

### Vinification et élevage
La récolte des raisins se fait à maturité avancée (fréquemment deuxième quinzaine d'octobre), en fonction des opportunités du millésime, et de façon manuelle ou mécanique.
La récolte est débarrassée des parties végétales (rafles, feuilles, vrilles…) ou altérées, par diverses opérations de tri manuelles ou mécaniques.
Les durées de macérations peuvent être longues (deux à quatre semaines, ou plus!) compte tenu de l'élevage imposé par la législation.
Il doit se dérouler dans le chai de vinification d'origine, durant une période qui s'achève au plus tôt le 30 juin de l'année suivant celle de la récolte. À l'issue de la période d'élevage, les vins sont mis en marché à destination du consommateur à partir du 15 juillet de l'année qui suit celle de la récolte.

### Terroir et vins
Cette appellation a fait l'objet de nombreuses études scientifiques sur le terroir et désormais sur la typicité des vins, afin de prouver l'existence du lien entre les deux concepts. Toutes ces recherches ont été conduites par l'UEVV de l'INRA d'Angers.
Ces vins se gardent entre 2 et 10 ans ou davantage pour les grands millésimes.

### Gastronomie

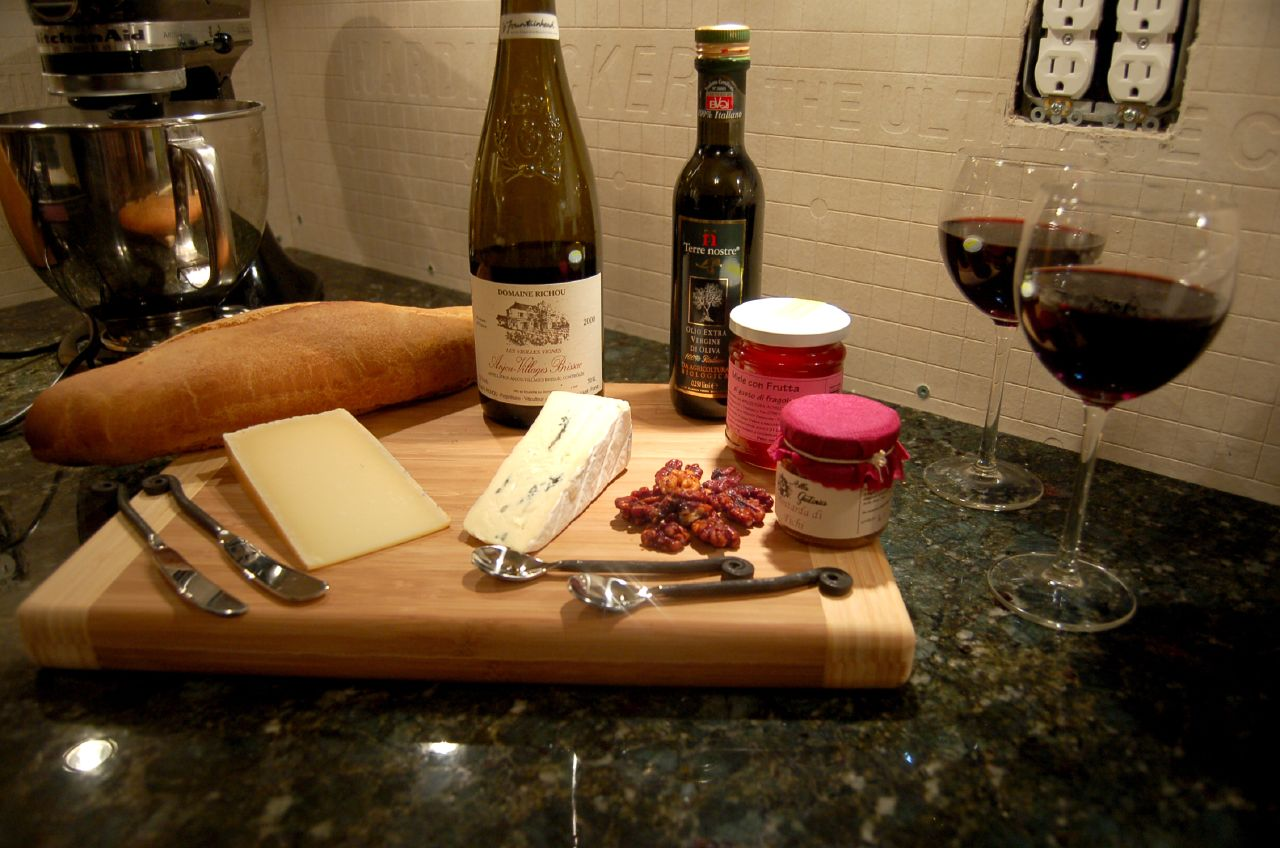
Anjou villages brissac à table